# Luislinda Valois
Pour les articles homonymes, voir Valois.
Luislinda Dias de Valois Santos, née le 20 janvier 1942 à Salvador (Brésil), est une femme politique brésilienne. Juriste et magistrate de profession, elle est la troisième personnalité noire à être devenue juge dans l'État de Bahia, après sa nomination comme desembargador (en) de la Cour de justice de Bahia. Ancienne membre du PSDB, elle est ministre des Droits humains entre 2017 et 2018 dans le gouvernement du président Michel Temer.